# Anatol Wesołowski
Anatol Wesołowski (ur. 1918 w miejscowości Atkarsk w obwodzie saratowskim, zm. ?) – radziecki oficer pochodzenia polskiego, pułkownik ludowego Wojska Polskiego.

## Życiorys
Ukończył studia w Instytucie Budownictwa i Architektury w Leningradzie. W lecie 1941 roku został powołany do wojska i skierowany na trzymiesięczny kurs dowódczy w WAI, po czym wysłano go na front. Brał udział w walkach, jako dowódca plutonu zwiadu na Froncie Wołchowskim, a następnie w batalionie pontonowym Frontu Zachodniego. Latem 1942 roku został ranny w nogę. Podczas leczenia był słuchaczem WAI. W 1944 roku skierowano go do Wojska Polskiego. Brał udział w formowaniu, szkoleniu i przygotowaniu do działań bojowych 31 samodzielnego batalionu pontonowego 3 Brygady Pontonowo – Mostowej, wyznaczono go na pomocnika szefa sztabu brygady. Kierował budowa mostu pontonowego przez Wisłę w Warszawie. Jako szef sztabu 1 pułku pontonowego we Włocławku w latach 1945–1948 włożył wiele pracy w przeformowanie brygady w pułk, w budowę i odbudowę mostów w Warszawie oraz na ziemi kujawskiej. Od 1948 do 1951 został wyznaczony na dowódcę 5 pułku saperów, osobiście opracował plan i kierował odbudową koszar, garaży, magazynów i placów ćwiczeń wodnych pułku. Od 1951 r. na stanowisku szefa Wojsk Inżynieryjnych POW, zaprojektował i następnie kierował budową Muzeum Wojsk Inżynieryjnych w Gozdowicach oraz otoczenia „Pomnika Sapera” i skansenu nad Odrą. W 1954 roku został przeniesiony do Szefostwa Wojsk Inżynieryjnych w Warszawie, gdzie przez rok zajmował stanowisko szefa oddziału fortyfikacji, a następnie pomocnika szefa sztabu szefostwa. Jesienią 1955 roku został odkomenderowany do ZSRR.

## Awanse
- kapitan – 1944
- major – 1945
- pułkownik – 1948

## Ordery i odznaczenia
- Order Krzyża Grunwaldu III klasy
- Krzyż Kawalerski Orderu Odrodzenia Polski
- Srebrny Krzyż Zasługi – dwukrotnie